# Maoisme
El maoisme és una variant del marxisme-leninisme desenvolupada a partir del pensament i ensenyaments de Mao Zedong, dirigent del Partit Comunista Xinès, així com de la Xina a partir de 1949. El Partit Comunista Xinès no utilitza mai el terme maoisme, sinó Pensament Mao Zedong, per referir-se a la doctrina de Mao. Fora de la Xina, molts grups maoistes s'han declarat marxistes-leninistes; d'altres, s'han declarat marxistes-leninistes-maoistes, o simplement maoistes.
A la Xina, el Pensament de Mao Zedong forma part de la doctrina oficial del Partit Comunista Xinès, tot i que a partir de finals de la dècada del 1970 i les reformes de Deng Xiaoping, s'hi ha fet un gran nombre de reformes econòmiques, i s'ha introduït en la pràctica una economia de mercat pel que la referència doctrinal a Mao siga més bé simbòlica.
Fora de la Xina, els partits que es declaraven maoistes o seguidors de les tesis de Mao van ser nombrosos als anys 60 i 70, però avui en queden pocs. Els més notables formaren part del Moviment Internacionalista Revolucionari, com el Partit Comunista del Nepal (Maoista), el Nou Exèrcit del Poble a les Filipines o el grup Sendero Luminoso del Perú, considerat terrorista pels Estats Units, entre d'altres.
En general, el maoisme segueix les tesis comunistes anteriors al revisionisme de Nikita Khrusxov. El maoisme es basa en una revolució de base camperola, modelada en l'experiència xinesa. La primera fase es basa en una guerra de guerrilles a les àrees rurals, que hauria de progressar fins a una guerra convencional i l'accés al poder. El maoisme insisteix que, fins i tot després del triomf de la Revolució, cal estar amatent a reprimir els elements burgesos que puguin ressorgir en la societat i al mateix Partit Comunista. La teoria maoista es va condensar en el Petit Llibre Vermell de Mao, d'estudi obligatori a la Xina en l'època de Mao Zedong.